# Kim Bo-ram
Kim Bo-ram (hangul 김보람, ur. 9 kwietnia 1973) – koreański łucznik sportowy. Srebrny medalista olimpijski z Atlanty.
Startował w konkurencji łuków klasycznych. Zawody w 1996 były jego jedynymi igrzyskami olimpijskimi. Po srebro sięgnął w drużynie, tworzyli ją również Jang Yong-ho i Oh Kyo-moon. Indywidualnie zajął piąte miejsce. Był medalistą mistrzostw świata w rywalizacji drużynowej, zdobywając złoto w 1997, srebro w 1999.